# Papaver gracile
Papaver gracile är en vallmoväxtart som beskrevs av Auch. och Pierre Edmond Boissier. Papaver gracile ingår i släktet vallmor, och familjen vallmoväxter. Inga underarter finns listade i Catalogue of Life.